# Rose (Italie)
Pour les articles homonymes, voir Rose.
Rose est une commune de la province de Cosenza, dans la région de Calabre, en Italie.

## Géographie
Rose se trouve à 12 km au nord-nord-est de Cosenza, à 154 km au nord-nord-est de Reggio de Calabre et à 425 km au sud-est de Rome.

## Administration
| Période                                  | Période  | Identité      | Étiquette | Qualité |
| ---------------------------------------- | -------- | ------------- | --------- | ------- |
| 14 juin 2004                             | En cours | Stefano Leone |           |         |
| Les données manquantes sont à compléter. |          |               |           |         |

### Communes limitrophes
Acri, Castiglione Cosentino, Celico, Luzzi, Montalto Uffugo, Rende, San Pietro in Guarano